# Placca birmana

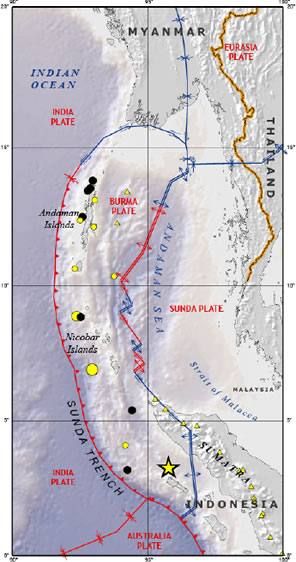
Posizionamento e margini della placca birmana. Nella piantina sono evidenziati i vulcani (triangoli gialli) e le localizzazioni del terremoto del 26 dicembre 2004 (stella gialla) e di altri terremoti (cerchietti gialli e neri).

La placca birmana o placca delle Andamane è una placca tettonica  della litosfera terrestre situata nella parte nord-est dell'Oceano Indiano, più precisamente a est del Golfo del Bengala e a ovest del Mare delle Andamane. Si estende sulla parte orientale del Mare delle Andamane, sulle isole Andamane, sulle isole Nicobare e sulla parte occidentale della punta nord dell'isola di Sumatra.

## Caratteristiche
È generalmente associata alla placca euroasiatica e ha una superficie di 0,01270 steradianti.
La placca birmana è in contatto con la placca indiana, la placca euroasiatica, la placca della Sonda e la placca australiana.
I suoi margini con le altre placche sono formati dalla fossa dell'arco della Sonda, situata sulla costa occidentale delle isole Andamane e Nicobare. La subduzione della placca indiana al di sotto della placca birmana è all'origine della formazione degli arcipelaghi vulcanici delle Andamane e delle Nicobare. La dorsale presente nel mare delle Andamane è all'origine della formazione di questo mare e dell'allontanamento di queste isole dalla penisola malese; il processo è in corso da quattro milioni di anni. 
La placca birmana è in spostamento verso nord con una velocità di rotazione di 2,667° per milione di anni secondo un polo euleriano situato a 08°89' di latitudine nord e 75°51' di longitudine ovest, corrispondenti a 46 mm/anno rispetto alla placca africana.